# تمرية
التمرية حلى لذيذة تحضّر في معظم البلدان العربية خاصّةً في دول الخليج. تتكوّن من الطحين، التمر، الزبدة، البيض، الفانيليا والبايكنغ باودر.

## القيمة الغذايئة
تحتوي وجبة التمرية (150غ تقريباً) على المعلومات الغذائية التالية:
- السعرات الحرارية: 408
- الدهون: 21
- الدهون المشبعة: 12
- الكوليسترول: 133
- الكاربوهيدرات: 49
- البروتينات: 7